# Velodrom Motol

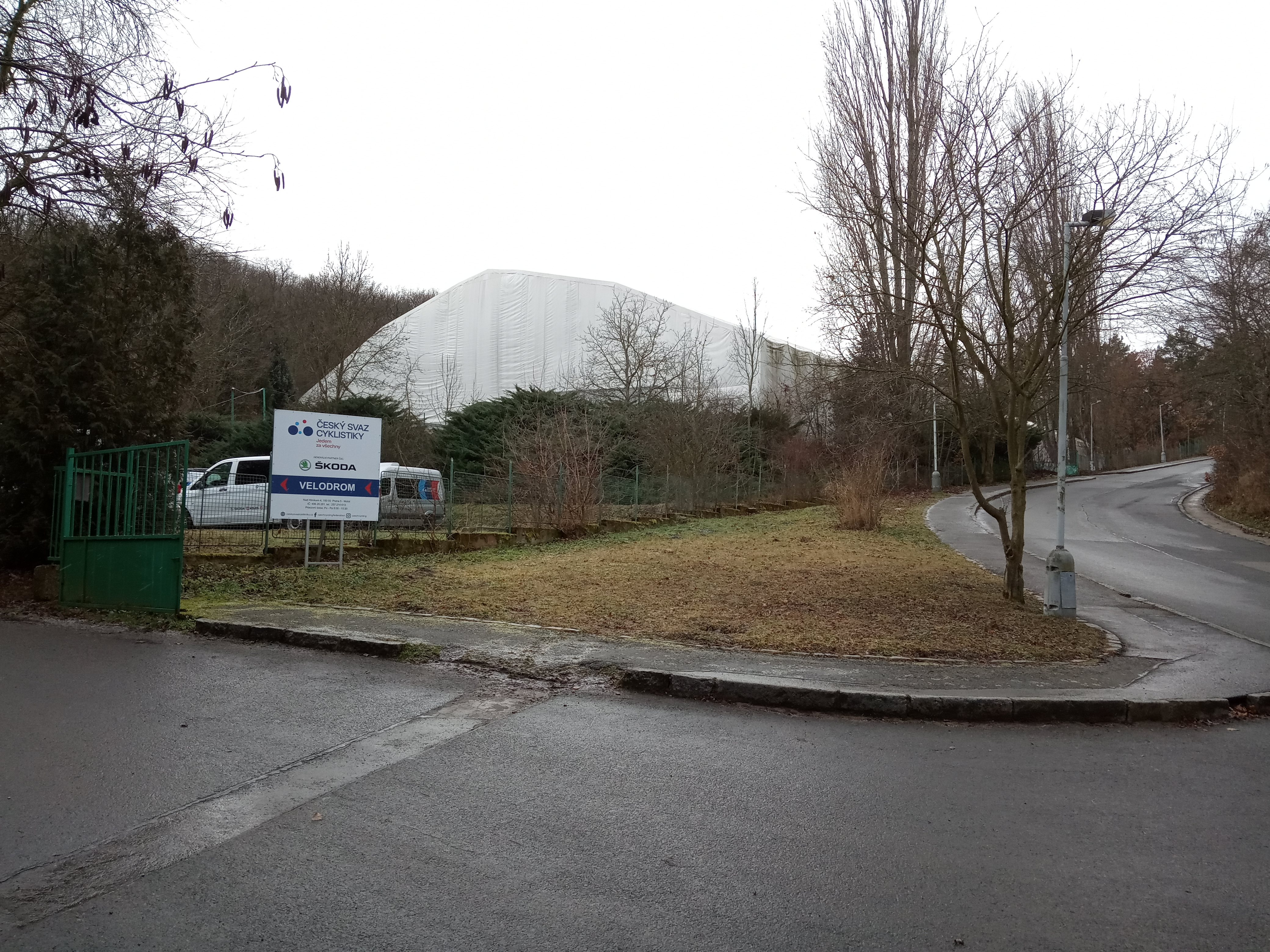
Außenansicht des Velodrom Motol

Das Velodrom Motol ist eine Radrennbahn im Westen der tschechischen Hauptstadt Prag.

## Geschichte und Beschreibung
Im Jahr 1986 entwarf der Architekt K. Cibula eine Radrennbahn, die in einer nicht mehr genutzten Halle auf dem Gelände der Universität Prag im Stadtteil Motol installiert wurde. Da die Größe der Bahn an die Abmessungen der bestehenden Halle angepasst werden musste, kam die ungewöhnliche Länge von 153,8 Metern zustande. Beim Umbau im Jahr 2004 erhielt die alte Druckhalle eine Heizung und ein neues Dach mit isolierten Feldern aus Textilmembranen auf einer Tragkonstruktion aus Stahlgittern.
Das Velodrom Motol die derzeit einzige Hallenbahn in Tschechien. Die Bahn selbst ist aus Holz und hat eine Länge von 153,8 Metern. Die Überhöhung in den Kurven beträgt 52 Grad.
Das Velodrom ist im Besitz des Tschechischen Radsportverbandes.